# Spermophilus musicus
Il citello del Caucaso (Spermophilus musicus Ménétries, 1832) è uno sciuride appartenente al genere dei citelli (Spermophilus). È endemico del Caucaso settentrionale.

## Descrizione
Il citello del Caucaso raggiunge una lunghezza testa-corpo di circa 20,5-24 centimetri. La coda è lunga 3,4-5,0 centimetri ed è quindi, come in tutti i citelli, significativamente più corta del resto del corpo. Il colore del dorso è bruno-grigiastro con piccole macchie indistinte rosso ruggine-grigio. I fianchi sono grigio-marrone chiaro con una sfumatura gialla e la testa è leggermente più scura, con guance dal giallo paglierino al marrone chiaro e cerchi giallo paglierino intorno agli occhi. La regione ventrale va dal grigio-biancastro al giallo paglierino. Anche la parte superiore della coda è di colore grigio-marrone, mentre quella inferiore è più chiara e talvolta rossastra. La punta della coda è nera o marrone.
Come tutte le specie del suo genere, ha un unico incisivo a scalpello per emimascella, seguito da uno spazio privo di denti (diastema). Seguono due premolari e tre molari. Al contrario, sulla mascella inferiore vi è un solo premolare per lato. Complessivamente vi sono 22 denti.

## Distribuzione e habitat
Il citello del Caucaso è endemico del Caucaso settentrionale, più precisamente del versante settentrionale del massiccio del Grande Caucaso (Priėl'brus'e). Si incontra subito a nord del confine tra Georgia e Russia, in territorio russo, nell'area del corso superiore dei fiumi Kuban', Malka e Čegem. L'intero areale copre una superficie di circa 300000 ettari.

## Biologia
Il citello del Caucaso è uno scoiattolo di terra diurno. Vive principalmente in prati e pascoli montani aridi, steppe erbose e campi di grano, nonché su pendii ripidi caratterizzati da vegetazione xerofila. Si nutre principalmente di varie parti delle piante, in particolare di germogli e boccioli, fiori, semi e foglie, e solo molto raramente di insetti. Questi animali vivono in colonie di diverse dimensioni. Nel 1980, in tutto l'areale, furono identificate 234 colonie distinte, che coprivano insieme un'area di 85000 ettari. La maggior parte di queste colonie, 126, copriva un'area compresa tra 10 e 100 ettari, mentre altre 57 colonie coprivano tra 100 e 1000 ettari ciascuna. Le colonie molto piccole, inferiori ai 10 ettari, o quelle molto grandi, superiori ai 1000 ettari, erano meno comuni. La tana è molto semplice e consiste in un corridoio e in una camera nido, che di solito si trova a non più di mezzo metro sotto terra. Di solito viene scavata sotto pietre o cespugli. Per il letargo o per l'allevamento dei piccoli vengono utilizzate tane più complesse, con camere nido anche a 1,20 metri di profondità.
Come gli altri citelli, questi animali trascorrono l'inverno in un lungo letargo, che inizia ad agosto o settembre e nel caso di esemplari giovani da fine settembre od ottobre. A causa delle riserve di grasso necessarie, le femmine in età riproduttiva iniziano il loro letargo più tardi rispetto ai maschi adulti e alle femmine giovani. Il periodo del risveglio dipende dalla temperatura e dall'altitudine a cui vivono gli animali; nelle regioni più elevate, sopra i 2500 metri, il letargo si protrae fino a maggio, mentre tra i 1200 e i 1400 metri termina a marzo. La stagione riproduttiva inizia in primavera subito dopo il risveglio e, dopo un periodo di gestazione di 22 giorni, le madri danno alla luce una cucciolata di due-quattro piccoli.
Circa il 40% degli esemplari muore ogni anno durante il letargo. Tra i predatori potenziali vi sono volpi, cani domestici, mustelidi e uccelli rapaci. Proprio come il citello giallo (Spermophilus fulvus) e il citello pigmeo (S. pygmaeus), il citello del Caucaso è uno dei potenziali vettori della «peste bubbonica», che si diffonde tra i roditori ed è causata dalla Yersinia pestis.

## Tassonomia
Il citello del Caucaso viene classificato come specie indipendente all'interno del genere Spermophilus, attualmente costituito da 15 specie a seguito di una revisione tassonomica. La prima descrizione scientifica venne effettuata nel 1832 dallo zoologo francese Édouard Ménétries a partire da alcuni individui provenienti dal Caucaso.
Oltre alla forma nominale, non ne vengono riconosciute sottospecie. A causa della struttura dei cromosomi, nonché di caratteristiche biomolecolari e genetiche, gli studiosi stanno tuttora discutendo se il citello del Caucaso sia conspecifico del citello pigmeo (Spermophilus pygmaeus) e debba pertanto essere considerato una sua sottospecie con il nome Spermophilus pygmaeus musicus, come stanno già facendo alcuni autori.

## Conservazione
Il citello del Caucaso viene classificato dall'Unione internazionale per la conservazione della natura (IUCN) come «specie prossima alla minaccia» (Near Threatened). Tale status trae giustificazione dalle piccole dimensioni dell'areale e dalla quantità limitata di habitat disponibili nel Caucaso. Tuttavia, il citello è tuttora ancora ben presente all'interno del suo areale, dove gli habitat che frequenta sono poco frammentati, e le sue popolazioni sono considerate in gran parte stabili.
Questi animali vengono cacciati dai locali per la carne e la pelliccia, ma il prelievo di esemplari non è tale da costituire una minaccia per la popolazione. In alcune zone vengono addirittura considerati nocivi se vivono nei campi di cereali. La trasformazione dei prati alpini in terreni da pascolo è considerata la principale minaccia per la specie, così come il prosciugamento delle riserve idriche e i sempre più prolungati periodi di siccità.